# Cyril Wong
Cyril Wong (Singapur, 27 de junio de 1977) es un poeta singapurense. Que fue a la St Patrick's School al Temasek Junior College y a la National University of Singapore, donde publicó en 2000 su primer poema siendo aún alumno.
Sus poemas se han editado en diversas publicaciones (Atlanta Review, Fulcrum 3, Poetry International, Dimsum, Poetry New Zealand, Wascana Review, Asia Literary Review, etc) y han recibido muy buenas críticas. Además se han adaptado para eventos escénicos, canciones y películas. 

Vive con su compañero sentimental Sheo S Rai y el cantante-director Wilson Goh en Singapur. Además es contratenor y ha realizado varias actuaciones. 

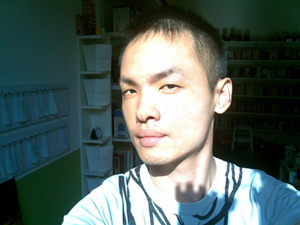
Cyril Wong

## Poemarios
- Excess Baggage and Claim, coescrito con Terry Jaensch (Transit Lounge, 2007) ISBN 978-0-9750228-5-6
- Like A Seed With Its Singular Purpose (Firstfruits, 2006) ISBN 981-05-5930-5
- Unmarked Treasure (Firstfruits, 2004) ISBN 981-05-0408-X
- Below: Absence (Firstfruits, 2002) ISBN 981-04-7592-6
- The End of His Orbit (Firstfruits, 2001) ISBN 981-04-4329-3
- Squatting Quietly (Firstfruits, 2000) ISBN 981-04-2826-X

## Premios
- Singapore Literature Prize (2006)
- National Arts Council's Young Artist Award (Singapur, 2005)
- Premio Golden Point (Singapur, 2004)
- Premio Potent Prose Ax (Estados Unidos, 2002)